# LR-цепь

RL цепь дифференцирующего типа

LR-цепь — электрическая цепь, состоящая из резистора и катушки индуктивности. Её можно рассматривать как делитель напряжения, в котором одно из плеч представляет собой индуктивное сопротивление переменному току.

## Цепь дифференцирующего типа
Если входной сигнал подаётся к {\displaystyle V_{in}}, а выходной снимается с {\displaystyle V_{L}}, то такая цепь называется цепью дифференцирующего типа (см. рисунок).
LR-цепь дифференцирующего типа является фильтром верхних частот.
Реакция цепи дифференцирующего типа на «ступеньку» определяется следующей формулой:
{\displaystyle V_{R}(t)=V\left(1-e^{-tR/L}\right)}
{\displaystyle V_{L}(t)=Ve^{-tR/L}}

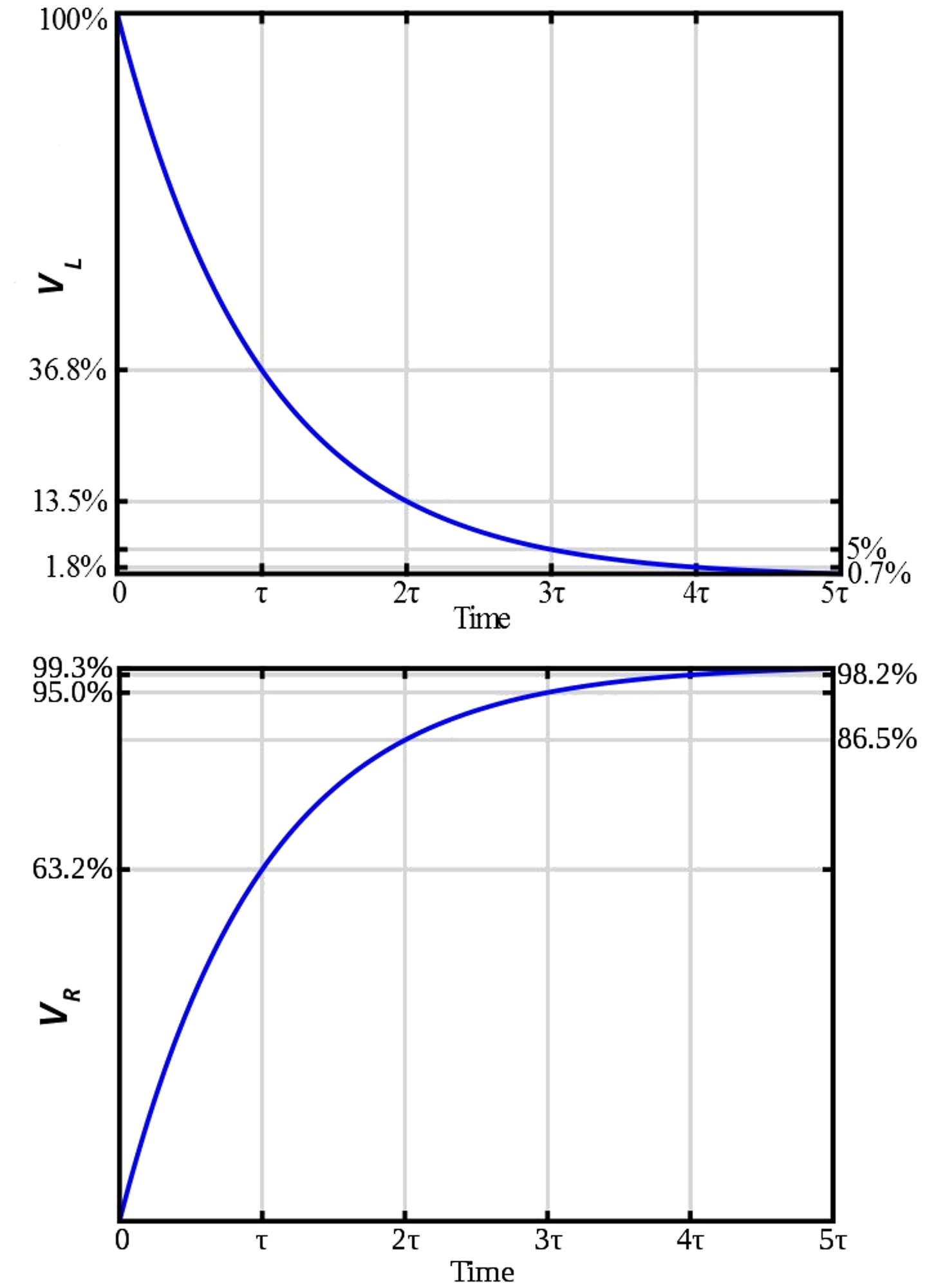
Зависимости напряжений на элементах фильтра без нагрузки:
Верхний график - зависимость падения напряжения на катушке L от времени.
Нижний график - зависимость падения напряжения на резисторе R от времени.

Таким образом, постоянная времени {\displaystyle \tau } этого апериодического процесса будет равна
{\displaystyle \tau ={\frac {L}{R}}}

## Переходные процессы в LR-цепи. Вывод формул

LR-цепь на источнике постоянного напряжения

Рассмотрим LR-цепь (см. рисунок). Если в начальный момент времени {\displaystyle t=0} последовательную LR-цепь подключить к источнику постоянного напряжения {\displaystyle V_{s}}, перекинув переключатель от вывода 1 к выводу 2, в цепи потечёт ток {\displaystyle i(t)}. Для времени {\displaystyle t\geq 0} можно записать уравнение цепи:
{\displaystyle V_{s}=V_{R}(t)+V_{L}(t)}
{\displaystyle V_{s}=R\cdot i(t)+L{\frac {di(t)}{dt}}}
Решением дифференциального уравнения цепи с начальным условием {\displaystyle i(0)=0} будет функция, описывающая значение тока в момент времени {\displaystyle t}:
{\displaystyle i(t)={\frac {V_{s}}{R}}\left(1-e^{-tR/L}\right)}
Напряжение на сопротивлении {\displaystyle R} будет функцией времени:
{\displaystyle V_{R}(t)=R\cdot i(t)=V_{s}\left(1-e^{-tR/L}\right)}
Напряжение на индуктивности {\displaystyle L} будет функцией времени:

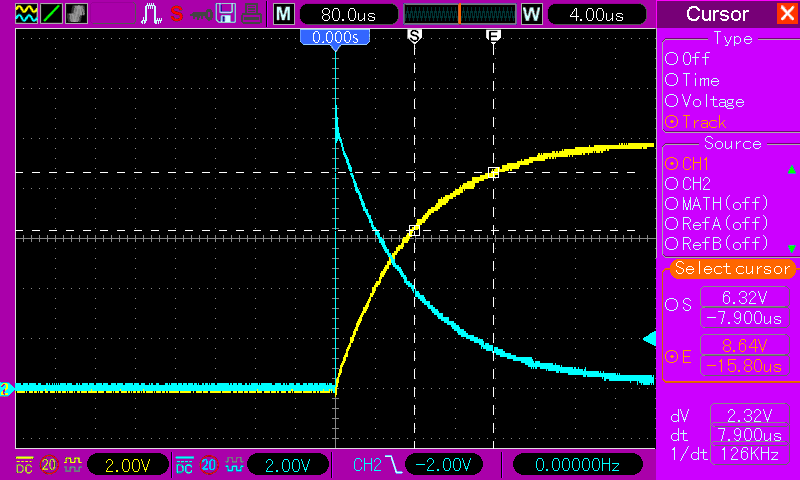
Осциллограммы, снятые с последовательной RL цепи.
R - 43 Ом - желт.
L - 338 мкГн - син.
τ ≈ 7,9 мкс

{\displaystyle V_{L}=L{\frac {di(t)}{dt}}=V_{s}e^{-tR/L}}